# Cybermorph
Cybermorph é um jogo eletrônico de tiro desenvolvido pela Attention to Detail e lançado pela Atari Corporation exclusivamente para o Atari Jaguar, primeiramente na América do Norte em 23 de novembro de 1993, onde foi incluído como pack-in game para o console quando foi lançado. Mais tarde, foi lançado na Europa em 23 de junho de 1994; e finalmente, no Japão, como um lançamento independente em 15 de dezembro do mesmo ano, onde foi publicado pela Mumin Corporation.